# Brentwood Bay
Pour les articles homonymes, voir Brentwood.
Brentwood Bay est une collectivité canadienne de la Colombie-Britannique située dans la commune de Central Saanich dans le district régional de la Capitale.

## Histoire
Brentwood College School, un internat, a été fondée en 1923. L'emplacement d'origine a été à Brentwood Bay, Saanich, d'où son nom a été dérivé. La première école a été détruite par un incendie en 1947, ne laissant que la chapelle intacte (Brentwood Memorial Chapel).

## Personnalités liées
- Frank Richter Jr., homme politique canadien y est mort en 1977